# غاليتش
غاليتش (بالروسية: Галич) هي إحدى مدن روسيا في الكيان الفدرالي الروسي كوستروما أوبلاست.